# Linepithema
Linepithema ist eine Gattung der Ameisen. Sie kommen mit 19 Arten in Süd- und Zentralamerika sowie in der Karibik vor. Lediglich eine Art, die Argentinische Ameise (Linepithema humile), wurde durch Menschen verbreitet und ist nun auch in Europa, Nordamerika, Südafrika, Australien, auf den Azoren, den Kanaren und auf Hawaii heimisch. Weitere zwei Arten dieser Gattung sind aus fossilen Funden bekannt.

## Merkmale
Die Linepithema-Arten haben fünf bis acht größere und fünf bis 13 weitere kleine Zähnchen auf den Innenseiten ihrer Mandibeln. Dabei ist der erste Zahn an der Spitze deutlich größer als die anderen. Ein weiteres Merkmal dieser Gattung ist die Stirnplatte (Clypeus), deren Vorderkante eine breite, leichte Wölbung aufweist. Sie sehen einigen Iridomyrmex-Arten sehr ähnlich, können aber durch die größere Anzahl an Zähnchen auf den Mandibeln, einen tränenförmigen Kopf, die relativ niedrige Position der Facettenaugen und die Form der Stirnplatte gut von diesen unterschieden werden.

## Vorkommen
Die Ameisen kommen vom Norden Mexikos südlich bis in den Norden Argentiniens vor. Sie sind auch in der Karibik zu finden, fehlen aber in Kuba, obwohl sie auf Hispaniola und Puerto Rico in großer Zahl vorkommen. Im Amazonasbecken kommen sie seltener vor. Die größte Verteilung an Arten und auch Individuen findet sich um 20 bis 30° südliche Breite. Sie kommen dabei vom Meeresniveau bis in 4.000 Meter Höhe vor. Sie leben in Wäldern, auf Grasland und im Bergland.

## Lebensweise
Die nacht- als auch tagaktiven Tiere ernähren sich sowohl räuberisch und aasfressend, als auch von Honigtau und Nektar. Sie können mit Hilfe ihrer Pheromonspuren schnell eine sehr große Anzahl an Arbeitern zu Futterquellen leiten. Ihre Nester sind oberflächlich in Erde, zwischen trockenem Laub, Totholz, oder unter Steinen gebaut. Zwei Arten, L. iniquum und L. leucomelas bauen ihre Nester auf Bäumen. Die Kolonien sind in der Regel bevölkerungsreich und haben mehr als 1.000 Individuen. Die Argentinische Ameise ist ein gefürchteter Schädling in der Nähe des Menschen und ist, einmal in einem Haus eingedrungen, nur äußerst schwer zu bekämpfen. Sie bilden nicht selten Kolonien mit mehreren Nestern, die untereinander durch Ameisenstraßen verbunden sind. Indem sie einheimische Ameisenarten verdrängen, beeinflussen sie auch das Ökosystem. Carney, Byerley und  Holway berichten, dass die Ausbreitung der relativ großen Samen des  myrmekochoren Mohngewächses Dendromecon rigida in Küstennähe von San Diego stark beeinträchtigt ist, da die Argentinische Ameise die Samen nicht verbreitet, aber die einheimische Ameisenart Pogonomyrmex subnitidus, die bisher die Verbreitung der Samen übernommen hatte, zurückgedrängt hat. Ähnliches berichtet Christian aus Südafrika: die Pflanzengesellschaften des Buschlandes werden verändert, da die großen Samen von der Argentinischen Ameise nicht verbreitet werden.